# Валенсія (область)
Валенсійська громада, Валенсійське співтовариство (кат. Comunitat Valenciana, ісп. Comunidad Valenciana) — автономна область, розташована на сході Іспанії. Поділяється на три провінції, з півдня на північ: Алакант, Валенсія і Кастельйо, столиця — місто Валенсія.

## Географія

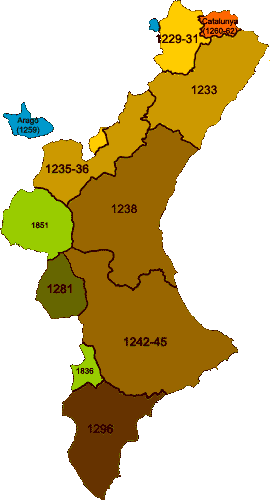
Завоювання Валенсії під час реконкісти

Область розташована на узбережжі Середземного моря, має 518 км берегової лінії та займає площу в 23 259 км². Населення області — 4,8 млн осіб (на 2005 рік). Її кордони приблизно збігаються з кордонами колишнього Валенсійського королівства.

## Історія
Згідно зі Статутом автономії, затвердженим у 2006 році, Валенсійська громада визнається «історичною країною» Іспанії. Її офіційними мовами є іспанська та валенсійська (споріднена з каталанською мовою).

## Адміністративний поділ
У Валенсії три провінції: Аліканте, Валенсія, Кастельйон та 32 кумарки.

## Демографія

### Найбільші міста
| №  | Муніципалітет         | Район (кумарка)   | Населення |
| -- | --------------------- | ----------------- | --------- |
| 1  | Валенсія              | Валенсія          | 800.215   |
| 2  | Алакант               | Алаканті          | 337.482   |
| 3  | Ельч                  | Нижня Віналопо    | 234.765   |
| 4  | Кастельйо-де-ла-Плана | Верхня Плана      | 174.264   |
| 5  | Торрев'єха            | Нижня Вега Сегури | 84.667    |
| 6  | Торрент               | Вест-Орчард       | 83.962    |
| 7  | Оріуела               | Нижня Вега Сегури | 78.505    |
| 8  | Гандія                | Сафор             | 75.798    |
| 9  | Патерна               | Вест-Орчард       | 71.035    |
| 10 | Бенідорм              | Нижня Марина      | 70.450    |

## Герб, прапор, гімн
Див. Гімн Валенсії.